# Sandra de Pol
Sandra de Pol (* 7. Mai 1975) ist eine ehemalige Schweizer Fussballspielerin, die von 2000 bis 2013 223 Bundesligaspiele für den FC Bayern München bestritt und damit die Rekordspielerin des Vereins ist.

## Karriere

### Vereine
De Pol begann neunjährig beim FC Küssnacht mit dem Fussballspielen und wechselte vier Jahre später in die Mädchenmannschaft des Vereins. Mit 16 Jahren gehörte sie dem Fussballclub Malters an, für den sie zunächst in der Nationalliga B, später dann in der Nationalliga A, der zweiten bzw. ersten Liga in der Schweiz, zum Einsatz kam. Zur Saison 1995/96 wechselte sie zu den Blue Stars nach Zürich und nach einer Saison in die Vereinigten Staaten, wo sie am Brewton-Parker College, einer privaten Hochschule in Mount Vernon in Georgia, studierte und für das Frauenfussballteam, die Barons, aktiv war. Zur Saison 1998/99 wechselte sie nach Deutschland zum Bundesligisten TuS Niederkirchen, für den sie am 18. Oktober 1998 (7. Spieltag) bei der 0:4-Niederlage im Heimspiel gegen den FCR 2001 Duisburg debütierte und bis 5. Dezember 1999 (12. Spieltag) 15 Spiele bestritt. Ihr erstes Bundesligator erzielte sie am 7. März 1999 (14. Spieltag) bei der 1:2-Niederlage im Heimspiel gegen den 1. FC Saarbrücken mit dem Führungstor in der siebten Minute. Mit dem Abstieg des Vereins wechselte sie zum FC Bayern München, dem sie 13 Jahre treu blieb und dort ihre aktive Fussballerkarriere beendete. Ihr letztes Bundesligaspiel bestritt sie am 11. November 2012 (9. Spieltag) bei der 0:2-Niederlage im Heimspiel gegen den SC Freiburg. Für die zweite Mannschaft bestritt sie in der Saison 2012/13 sechs weitere Punktspiele in der 2. Bundesliga Süd; ihr letztes am 31. März 2013 (16. Spieltag) bei der 0:1-Niederlage im Auswärtsspiel gegen den ETSV Würzburg.

### Nationalmannschaften
Nachdem de Pol zwischen 1988 und 1990 in der Zentralschweizer Auswahlmannschaft zum Einsatz gekommen war, spielte sie von 1990 bis 1992 für die U21-Nationalmannschaft. Für die A-Nationalmannschaft war sie von 1992 bis 1996 aktiv; ihr Debüt gab sie am 26. September 1992 in Riehen bei der 1:2-Niederlage im Testspiel gegen die Nationalmannschaft Ungarns. Ihr einziges Länderspieltor erzielte sie am 19. Oktober 1994 in Unterägeri beim 3:0-Sieg über die Nationalmannschaft der Slowakei mit dem Treffer zum 2:0 in der 43. Minute. Ihren letzten Einsatz als Nationalspielerin hatte sie am 16. Juni 1996 in Solothurn beim 1:1-Remis gegen die Nationalmannschaft Jugoslawiens im letzten Qualifikationsspiel für die Europameisterschaft 1997.

## Erfolge
- DFB-Pokal-Sieger 2012
- Bundesliga-Cup-Sieger 2003,[2] 2011
- DFB Ü35 Frauen-Cup 2018